# Нара период
Нара период (奈良時代 Nara jidai) је трајао од 710. до 794. године. Током овог периода, царица Генмеј оснива јапанску престоницу Хејџо-кјо (平城京) - данашњи град Нара. Престоница се није често померала из Хејџо-кјо сем у кратком периоду од пет година (740–745. године) узрокованим ширењем малих богиња са Кјушуа још 735. године и ослабивши моћ клана Фуџивара. Тек 784. године цар Канму успоставља нову престоницу Нагаока-кјо (長岡京), ради повратка власти у руке царске породице, бољих трговачких путева као и избегавања све већег утицаја будистичког свештенства. Нара период се завршава 794. године када се престоница даље сели у Хејан-кјо (平安京) - данашњи град Кјото, и тиме започиње нови период Хејан.
Већина јапанског становништва овог периода, бавила се агрикултуром и била је централизована око села где се практиковала шинтоистичка традиција.
Престоница Хејџо-кјо (Нара) је уређена по угледу на кинеску престоницу Чанган, династије Танг. Такође, долази до усвајања и ширења кинеског писма Манјогана (万葉仮名) као и будистичког учења.

## Етимологија
Према записима из Нихон Шоки-ја, име Нара потиче од јапанског глагола нарасу (平す) - (поравнати). 
Међутим, на корејском језику Нара (나라) има значење земље или краљевства. 

## Књижевност Нара периода
Прва писана дела настају управо у овом периоду, користећи специјално адаптирано кинеско писмо Манјогана. Жељом царског двора да се забележе и региструју историјски догађаји и остале суштински битне информације настају дела Коџики и Нихон Шоки. Ова дела су већином политички оријентисана и за сврху имају потврђивање божанског порекла цара.
Такође, ширењем писмености настаје и јапанска поезија - Вака (和歌). Овакве песме су временом сакупљане, да би већина била обједињена у првој великој јапанској колекци поезије - Манјошу (万葉集) око приближно 759. године.